# Patience George
Patience Okon George (ur. 25 listopada 1991) – nigeryjska lekkoatletka specjalizująca się w biegach sprinterskich.
Weszła w skład nigeryjskiej sztafety 4 × 400 metrów, która w 2013 zajęła 6. miejsce na mistrzostwach świata w Moskwie, a w 2014 była piąta na halowym czempionacie globu i zdobyła brąz IAAF World Relays. Podwójna srebrna medalistka igrzysk Wspólnoty Narodów w Glasgow (2014). W tym samym roku zdobyła złoty i brązowy medal mistrzostw Afryki w Marrakeszu. Złota i srebrna medalistka igrzysk afrykańskich w Brazzaville (2015) oraz dwukrotnie brązowa medalistka podczas rozgrywanych w Durbanie mistrzostw Afryki (2016).
Medalistka mistrzostw Nigerii.
Rekordy życiowe: bieg na 400 metrów – 50,71 (15 września 2015, Brazzaville).

## Osiągnięcia
| Rok  | Impreza                    | Miejsce        | Konkurencja                      | Lokata     | Wynik         |
| ---- | -------------------------- | -------------- | -------------------------------- | ---------- | ------------- |
| 2013 | Mistrzostwa świata         | Moskwa         | sztafeta 4 × 100 metrów          | eliminacje | DSQ           |
| 2013 | Mistrzostwa świata         | Moskwa         | sztafeta 4 × 400 metrów          | 6. miejsce | 3:27,57       |
| 2014 | Halowe mistrzostwa świata  | Sopot          | sztafeta 4 × 400 metrów          | 5. miejsce | 3:31,59       |
| 2014 | IAAF World Relays          | Nassau         | sztafeta 4 × 200 metrów          | 7. miejsce | 1:33,71       |
| 2014 | IAAF World Relays          | Nassau         | sztafeta 4 × 400 metrów          | 3. miejsce | 3:23,41       |
| 2014 | Igrzyska Wspólnoty Narodów | Glasgow        | sztafeta 4 × 100 metrów          | 2. miejsce | 42,92 (elim.) |
| 2014 | Igrzyska Wspólnoty Narodów | Glasgow        | sztafeta 4 × 400 metrów          | 2. miejsce | 3:24,71       |
| 2014 | Mistrzostwa Afryki         | Marrakesz      | bieg na 400 metrów               | 3. miejsce | 51,68         |
| 2014 | Mistrzostwa Afryki         | Marrakesz      | sztafeta 4 × 400 metrów          | 1. miejsce | 3:28,87       |
| 2015 | IAAF World Relays          | Nassau         | sztafeta 4 × 400 metrów          | eliminacje | 3:32,16       |
| 2015 | Mistrzostwa świata         | Pekin          | bieg na 400 metrów               | półfinał   | 50,76         |
| 2015 | Mistrzostwa świata         | Pekin          | sztafeta 4 × 400 metrów          | 5. miejsce | 3:25,11       |
| 2015 | Igrzyska afrykańskie       | Brazzaville    | bieg na 400 metrów               | 2. miejsce | 50,71         |
| 2015 | Igrzyska afrykańskie       | Brazzaville    | sztafeta 4 × 400 metrów          | 1. miejsce | 3:27,12       |
| 2016 | Mistrzostwa Afryki         | Durban         | bieg na 400 metrów               | 3. miejsce | 52,33         |
| 2016 | Mistrzostwa Afryki         | Durban         | sztafeta 4 × 400 metrów          | 2. miejsce | 3:29,94       |
| 2016 | Igrzyska olimpijskie       | Rio de Janeiro | bieg na 400 metrów               | półfinał   | 52,52         |
| 2017 | IAAF World Relays          | Nassau         | sztafeta 4 × 100 metrów          | eliminacje | 44,95         |
| 2017 | IAAF World Relays          | Nassau         | sztafeta 4 × 200 metrów          | 5. miejsce | 1:33,08       |
| 2017 | IAAF World Relays          | Nassau         | sztafeta 4 × 400 metrów          | 7. miejsce | 3:32,94       |
| 2017 | Mistrzostwa świata         | Londyn         | bieg na 400 metrów               | półfinał   | 52,60         |
| 2017 | Mistrzostwa świata         | Londyn         | sztafeta 4 × 400 metrów          | 5. miejsce | 3:26,72       |
| 2018 | Halowe mistrzostwa świata  | Birmingham     | bieg na 400 metrów               | eliminacje | DNS           |
| 2018 | Igrzyska Wspólnoty Narodów | Gold Coast     | bieg na 400 metrów               | eliminacje | DQ            |
| 2018 | Igrzyska Wspólnoty Narodów | Gold Coast     | sztafeta 4 × 400 metrów          | 2. miejsce | 3:25,29       |
| 2018 | Mistrzostwa Afryki         | Asaba          | bieg na 400 metrów               | 5. miejsce | 52,34         |
| 2018 | Mistrzostwa Afryki         | Asaba          | sztafeta 4 × 400 metrów          | 1. miejsce | 3:31,17       |
| 2019 | IAAF World Relays          | Jokohama       | sztafeta 4 × 100 metrów          | eliminacje | 45,07         |
| 2019 | IAAF World Relays          | Jokohama       | sztafeta 4 × 400 metrów          | eliminacje | 3:32,10       |
| 2019 | Igrzyska afrykańskie       | Rabat          | bieg na 400 metrów               | 5. miejsce | 52,18         |
| 2019 | Igrzyska afrykańskie       | Rabat          | sztafeta 4 × 400 metrów          | 1. miejsce | 3:30,32       |
| 2019 | Mistrzostwa świata         | Doha           | bieg na 400 metrów               | półfinał   | 51,89         |
| 2019 | Mistrzostwa świata         | Doha           | sztafeta 4 × 400 metrów          | eliminacje | 3:26,72       |
| 2021 | Igrzyska olimpijskie       | Tokio          | bieg na 400 metrów               | eliminacje | 52,41         |
| 2021 | Igrzyska olimpijskie       | Tokio          | sztafeta 4 × 100 metrów          | eliminacje | 43,25         |
| 2021 | Igrzyska olimpijskie       | Tokio          | sztafeta mieszana 4 × 400 metrów | eliminacje | 3:13,60       |
| 2022 | Mistrzostwa Afryki         | Saint-Pierre   | bieg na 400 metrów               | 5. miejsce | 52,98         |
| 2022 | Mistrzostwa Afryki         | Saint-Pierre   | sztafeta 4 × 400 metrów          | 3. miejsce | 3:36,24       |
| 2022 | Mistrzostwa Afryki         | Saint-Pierre   | sztafeta mieszana 4 × 400 metrów | 2. miejsce | 3:22,38       |
| 2022 | Mistrzostwa świata         | Eugene         | sztafeta mieszana 4 × 400 metrów | 6. miejsce | 3:16,21       |
| 2022 | Igrzyska Wspólnoty Narodów | Birmingham     | bieg na 400 metrów               | półfinał   | 52,90         |
| 2022 | Igrzyska Wspólnoty Narodów | Birmingham     | sztafeta 4 × 400 metrów          | 6. miejsce | 3:33,13       |
| 2023 | Mistrzostwa świata         | Budapeszt      | sztafeta 4 × 400 metrów          | eliminacje | DQ            |
| 2023 | Mistrzostwa świata         | Budapeszt      | sztafeta mieszana 4 × 400 metrów | eliminacje | 3:14,38       |
| 2024 | Igrzyska afrykańskie       | Akra           | sztafeta 4 × 400 metrów          | 1. miejsce | 3:27,29       |
| 2024 | Igrzyska afrykańskie       | Akra           | sztafeta mieszana 4 × 400 metrów | 1. miejsce | 3:13,26       |
| 2024 | Mistrzostwa Afryki         | Duala          | sztafeta 4 × 400 metrów          | 1. miejsce | 3:27,31       |
| 2024 | Mistrzostwa Afryki         | Duala          | sztafeta mieszana 4 × 400 metrów | 2. miejsce | 3:13,72       |
| 2024 | Igrzyska olimpijskie       | Paryż          | sztafeta mieszana 4 × 400 metrów | eliminacje | 3:11,99       |